# Alfons Mais

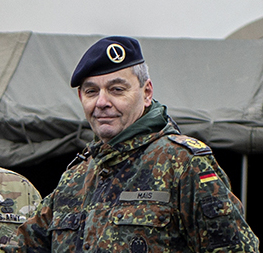
Alfons Mais (2020)

Alfons Heribert August Mais (* 24. April 1962 in Koblenz) ist ein Generalleutnant des Heeres der Bundeswehr und der 21. Inspekteur des Heeres.

## Militärische Laufbahn

### Ausbildung und erste Verwendungen
Mais trat 1981 bei der Heeresfliegerwaffenschule in Bückeburg in die Bundeswehr ein und absolvierte von 1981 bis 1982 als Offizieranwärter die Offizierausbildung zum Offizier des Truppendienstes der Heeresfliegertruppe. Von 1982 bis 1985 studierte er Wirtschafts- und Organisationswissenschaften an der Universität der Bundeswehr Hamburg. Anschließend wurde er 1986/1987 in Bückeburg zum Hubschrauberführer ausgebildet. Nach der abgeschlossenen Ausbildung und der Umschulung auf den Verbindungshubschrauber Alouette II wurde er zur Fliegenden Abteilung 301 nach Niederstetten versetzt, wo er Gruppenführer war. Von 1989 bis 1991 war er Adjutant des Amtschefs des Heeresamtes in Köln und wurde 1991 Staffelkapitän der Heeresfliegerversorgungsstaffel 105 in Faßberg. Von 1994 bis 1996 absolvierte er den 37. Generalstabslehrgang Heer an der Führungsakademie der Bundeswehr in Hamburg, wo er zum Offizier im Generalstabsdienst ausgebildet wurde.

### Dienst als Stabsoffizier
Nach Abschluss der Generalstabsausbildung wurde Mais 1996 in den Führungsstab der Streitkräfte im Bundesministerium der Verteidigung (BMVg) nach Bonn versetzt, wo er Stabsoffizier beim Stabsabteilungsleiter I war. Ab 1998 war er G3 der Luftmechanisierten Brigade 1 in Fritzlar. Von 2000 bis 2002 führte er die Fliegende Abteilung 101 in Faßberg als deren Kommandeur. Ab 2002 war er Dozent Truppenführung und Tutor für den Generalstabs-/Admiralstabslehrgang an der Führungsakademie der Bundeswehr in Hamburg und 2005 Referent im Führungsstab des Heeres (Fü H), Abteilung Z im BMVg in Bonn. 2006 absolvierte er das Seminar Sicherheitspolitik an der Bundesakademie für Sicherheitspolitik in Berlin und wurde 2006 stellvertretender Leiter des Arbeitsbereichs Militärpolitik bei der Ständigen Vertretung der Bundesrepublik Deutschland bei der Europäischen Union. Dabei war er während der deutschen EU-Ratspräsidentschaft EU Chairman der EU/NATO Capability Group. Von 2009 bis 2010 war er Chef des Stabes der Division Luftbewegliche Operationen in Veitshöchheim und von 2010 bis 2011 Referatsleiter III 1 im Fü H im BMVg in Bonn.

### Dienst als General
2011 wurde Mais Kommandeur der Luftbeweglichen Brigade 1 in Fritzlar und zum Brigadegeneral befördert. 2013 wurde er Kommandeur der Heeresfliegerwaffenschule in Bückeburg und damit General der Heeresfliegertruppe. Im Oktober 2014 wurde er als Generalmajor zum Chef des Stabes des Kommandos Heer ernannt. Diesen Dienstposten übergab er am 18. Mai 2018 an Brigadegeneral Alexander Sollfrank. Am 9. Mai 2019 übernahm er als Generalleutnant das Kommando über das 1. Deutsch-Niederländische Korps in Münster von Generalleutnant Michiel van der Laan und übergab diesen Dienstposten am 6. Februar 2020 wiederum an Generalleutnant Andreas Marlow.
Am 13. Februar 2020 wurde Mais zum 21. Inspekteur des Heeres ernannt, als Nachfolger von Generalleutnant Jörg Vollmer.
Am 24. Februar 2022, dem Tag des russischen Überfalls auf die Ukraine, erklärte Mais, dass es um die Verteidigungsfähigkeit der Bundeswehr schlecht stehe:

„Die Bundeswehr, das Heer, das ich führen darf, steht mehr oder weniger blank da […] Die Optionen, die wir der Politik zur Unterstützung des Bündnisses anbieten können, sind extrem limitiert […] Wann, wenn nicht jetzt, ist der Zeitpunkt, den Afghanistaneinsatz strukturell und materiell hinter uns zu lassen und uns neu aufzustellen.“

2024 wurde ihm während einer Amerikareise das dritte Mal der Legion of Merit verliehen. Als Begründung hieß es, dass er ihn „für außergewöhnlich verdienstvolle Dienste als Chef des deutschen Heeres von März 2022 bis Januar 2024“ erhielt.
Am 1. Juli 2025 wurde angekündigt, dass Mais im September aus seinem Amt als Inspekteur des Heeres in den einstweiligen Ruhestand (§ 50 Soldatengesetz) versetzt werden soll.

### Auslandseinsätze
- Januar bis Juli 1999: J2 Plans and Policy Hauptquartier SFOR in Sarajevo, Bosnien-Herzegovina
- November 2001 bis Februar 2002: Kommandeur gemischte Heeresfliegerabteilung KFOR, Toplicane, Kosovo
- August 2012 bis Februar 2013: Stellvertretender Chef des Stabes Sicherheit im Hauptquartier Regionalkommando Nord der ISAF, Mazar-e-Scharif, Afghanistan
- Juni 2018 bis März 2019: Chef des Stabes Resolute Support, Kabul, Afghanistan

### Auszeichnungen
- 1991 Ehrenkreuz der Bundeswehr in Bronze
- 1999 Einsatzmedaille SFOR in Bronze
- 2002 NATO-Medaille KFOR
- 2004 Ehrenkreuz der Bundeswehr in Gold
- 2012 Einsatzmedaille ISAF in Bronze
- 2012 NATO Einsatzmedaille ISAF
- 2019 Einsatzmedaille Resolute Support Mission in Bronze
- 2019 NATO Einsatzmedaille Resolute Support Mission
- 2019 Nationales Gedenkkreuz für die Friedensmission in Afghanistan (Italien)
- 2019 Legion of Merit, Degree of Officer (USA)
- 2021 Ordre national de la Légion d‘honneur, Grade Officier (Frankreich)
- 2023 Legion of Merit, Degree of Commander (USA)
- 2024 Legion of Merit, Degree of Commander (USA)[8]
- 2025 Orden für Verdienste um Litauen

## Privates
Alfons Mais ist verheiratet und hat einen Sohn.